# Pathologisches Spielen

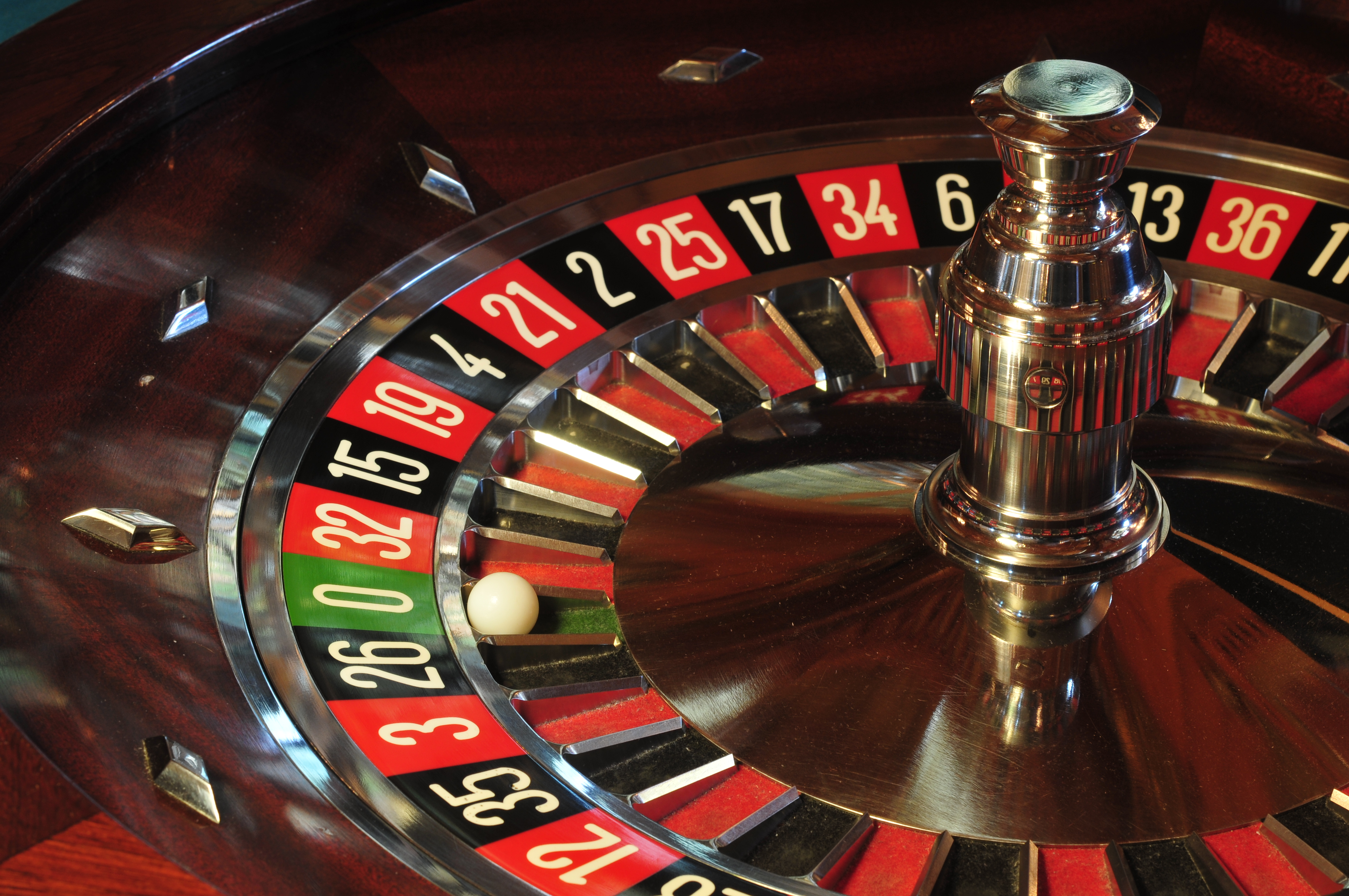
Roulette: Roulettekessel in einer Spielbank

Pathologisches Spielen oder Glücksspielstörung, umgangssprachlich auch als (Glücks-)Spielsucht bezeichnet, ist eine psychische Störung, die aktuell als Verhaltenssucht (ICD-11) bzw. Abhängigkeitserkrankung (DSM-5) klassifiziert wird.
Sie wird durch die Unfähigkeit eines Betroffenen gekennzeichnet, dem Impuls zum Glücksspiel oder Wetten zu widerstehen, auch wenn dies gravierende Folgen im persönlichen, familiären oder beruflichen Umfeld nach sich zu ziehen droht oder diese schon nach sich gezogen hat.
Männer sind davon häufiger betroffen als Frauen. In Deutschland weisen laut der letzten Studie je 0,7 % der Bevölkerung eine schwere und mittlere Glücksspielstörung sowie 1,0 % eine leichte Glücksspielstörung auf.

## Symptome

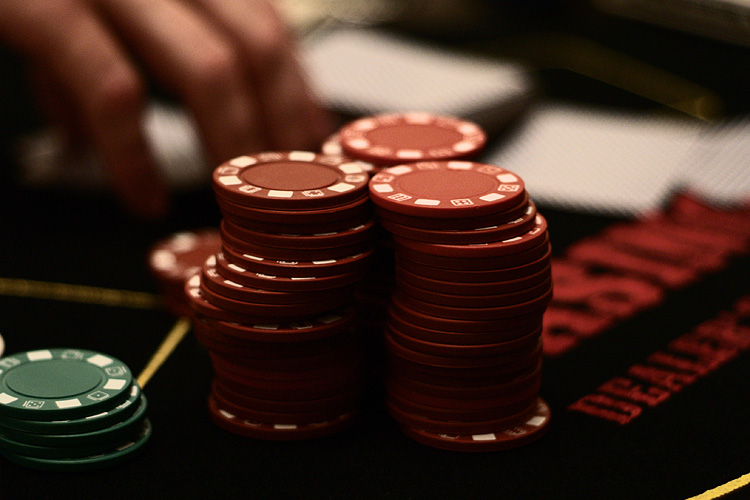
Ein Haufen Jetons

Häufiges oder auch episodenhaft wiederholtes Spielen ist mit einer ausgesprochenen gedanklichen Beschäftigung bezüglich „erfolgversprechender“ Spieltechniken oder Möglichkeiten zur Geldbeschaffung – das erforderliche „Anfangskapital“ – verbunden. Versuche, dem Spieldrang zu widerstehen, scheitern wiederholt, das Spielen selbst wird vor anderen (Familienangehörigen wie Therapeuten) verheimlicht, was oft zu schwerwiegenden finanziellen Konsequenzen führt, letztlich jedoch oft zum Zerbrechen von Beziehungen, auch, weil sich der Betroffene immer wieder darauf verlässt, andere (Familienangehörige, Freunde, alte Bekannte) würden ihm die notwendigen Mittel „ein letztes Mal“ beschaffen oder die entstandenen Schulden begleichen.
Das Spielen selbst kann dazu dienen, psychosoziale Probleme oder negative Stimmungen (Ängste, Depressionen, Schuldgefühle) zu mindern. Immer höhere Beträge werden eingesetzt, um Spannung und Erregung aufrechtzuerhalten.
Unbehandelt erhöht krankhafte Spielsucht bei Betroffenen darüber hinaus das Suizidrisiko; sie nehmen sich dreimal öfter das eigene Leben als Nicht-Spielsüchtige.
Einige Fallbeispiele für Spielerkarrieren, sowie deren Entwicklung und therapeutische Möglichkeiten, werden in der ZDF-Dokumentation „Verzockt“ aus der Reihe 37 Grad vorgestellt, die Einblicke in die Gefühls- und Lebenswelt von Glücksspielsüchtigen gewährt.

## Begriff

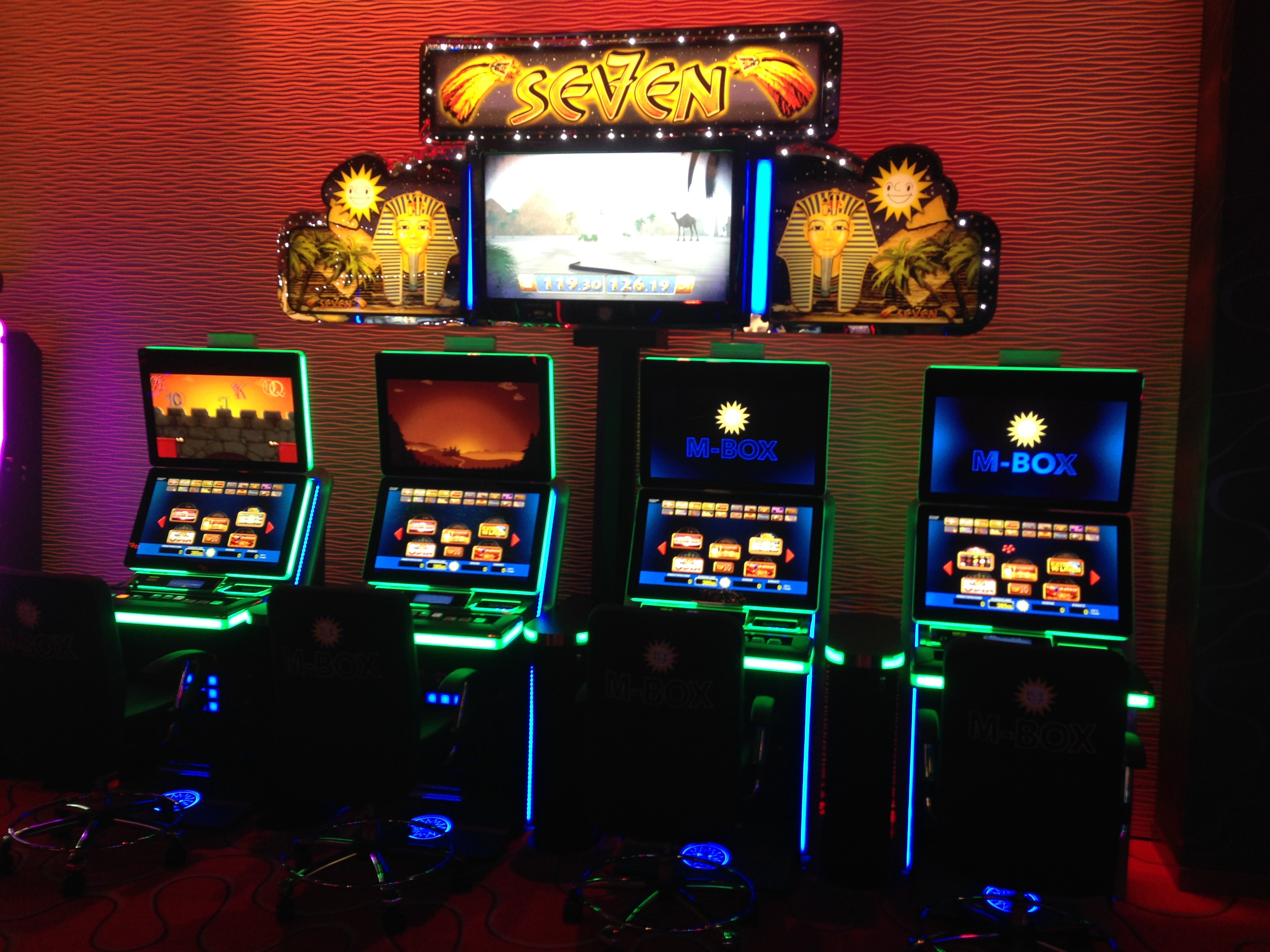
Spielautomaten in der Spielbank Magdeburg (2016)

Im September 1974 schlug Robert L. Spitzer, der die Taskforce on Nomenclature and Statistics der American Psychiatric Association für die Entwicklung des DSM-III leitete, vor, dem Manual die Kategorie ‚Impulsive Störungen‘ (Impulsive Disorders) neu hinzuzufügen, die aus den drei Störungsbildern Kleptomanie, Pyromanie und Zwanghaftes Glücksspielen bestehen sollte. Der dann später finale Störungsbegriff Pathologisches Glücksspielen (Pathological Gambling) wurde 1977 von Robert Custer, Gründer des National Council on Problem Gambling in den USA, parallel zu seiner Mitarbeit in der DSM-III Taskforce, während einer Keynote auf der „Ersten Internationalen Konferenz der Anonymen Glücksspieler“ (Gamblers Anonymus – Gam-Anon) erstmals vorgestellt.
Basierend auf seinen Beobachtungen während der Behandlung Pathologischer Glücksspieler führte Custer das zentrale Diagnosekriterium der „chronischen und zunehmenden gedanklichen Beschäftigung“ (chronic and progressive preoccupation) mit dem Glücksspiel ein. Ebenfalls auf Custer ist die Aufnahme des Ausschlusskriteriums „Dissoziale Persönlichkeitsstörung“ (Dissocial Personality Disorder) in das diagnostische Manual zurückzuführen. Er begründete dies mit dem politischen Argument, dass anstatt von „moralisch Degenerierten“ nur Menschen, die Behandlung benötigen, diese auch erhalten sollten.

## Ätiologie
Ohne Glücksspielbeteiligung kann keine Glücksspielstörung entstehen. Nur ein sehr kleiner Anteil der aktiven Glücksspieler (ca. 2 %) entwickelt aber Probleme.
Ein komplexes Gefüge von Merkmalen der Person, der Umwelt und der Glücksspiele trägt zur Störungsentwicklung bei. Ein Modell, um diese komplexen Zusammenhänge von Faktoren und Prozessen sowie deren zeitliche Verläufe im Rahmen einer Störungsentwicklung zu integrieren, ist das Vulnerabilitäts-Stress-Modell.
Dieses Modell integriert zahlreiche Forschungsergebnisse und beschreibt das Auftreten einer Glücksspielstörung als Interaktion biologischer, psychologischer und sozialer Variablen und berücksichtigt die variierende Bedeutung der Variablen über die Lebensspanne. Zentral im Model sind zwei Komponenten: Vulnerabilitäten und Risikofaktoren.
Unter Vulnerabilität versteht man die individuelle, angeborene und/oder früh erworbene Anfälligkeit einer Person bei bestimmten Ereignissen im Vergleich zu anderen Personen „verletzlicher“ (=vulnerabler) zu reagieren und mit höherer Wahrscheinlichkeit eine psychische Störung zu entwickeln. Dazu gehören genetische und neurobiologische Faktoren oder Traumata bzw. besondere Belastungen in der Kindheit und frühen Jugend. Die zweite wichtige Komponente im Modell sind die zeitlich später auftretenden Risikofaktoren. Dazu gehören gesellschaftliche Faktoren (z. B. Einstellungen zum Glücksspielen), psychosoziale Faktoren (Glücksspielen bei Freunden oder in der Familie), die Verfügbarkeit von Glücksspielen sowie dessen spezifische Merkmale.
Ein zweites komplementäres Erklärungsmodell ist das sogenannte ‚Syndrome Model of Addiction‘, welches das spezifische Suchtverhalten als individuellen Ausdruck ein und desselben Sucht-Syndroms versteht.

## Diagnose
Pathologisches Spielen wird in der ICD-10-Klassifikation (zusammen mit Trichotillomanie, Kleptomanie und Pyromanie aber ohne Wetten) unter die Abnormen Gewohnheiten und Störungen der Impulskontrolle eingeordnet. Nicht dazu gezählt wird das exzessive Spielen während manischer Episoden. Im englischen Sprachbereich bzw. DSM-IV wurde von „pathological“ oder „compulsive gambling“ bzw. oft auch „problem gambling“ gesprochen. 2013 wurde im DSM-5 eine Reklassifikation des Störungsbildes unter Verwendung des wertneutraleren Begriffes „Gambling Disorder“ (Glücksspielstörung) in die Kategorie „Substance-Related and Addictive Disorders“ vorgenommen. Dieser Schritt stellt einen Paradigmenwechsel dar, da stoffgebundene und stoffungebundene Suchterkrankungen nunmehr nosologisch gleichberechtigt nebeneinander stehen. Verschiedene Hinweise wie Übereinstimmungen in der Symptomatik, hohe Komorbiditätsraten in epidemiologischen und klinischen Studien, gemeinsame genetische Vulnerabilitäten, ähnliche biologische Marker und kognitive Beeinträchtigungen sowie in großen Teilen überlappende therapeutische Settings sprechen dafür, dass das pathologische Spielverhalten den Suchtkrankheiten zuzuordnen ist.
Das Pathologische Spielen (Gambling Disorder) darf nicht mit der Computerspielstörung (Gaming Disorder) verwechselt werden, die Einzug in die ICD-11 hielt. Allerdings sind die Übergänge zwischen den beiden Störungsbildern fließend, sobald Computerspiele Glücksspielelemente enthalten (z. B. sogenannte Lootboxen).

### Diagnostische Kriterien nach ICD-10
- Wiederholte (2 oder mehr) Episoden von Glücksspiel über einen Zeitraum von mindestens einem Jahr.
- Diese Episoden bringen den Betroffenen keinen Gewinn, sondern werden trotz subjektiven Leidensdrucks und Störungen der sozialen und beruflichen Funktionsfähigkeit fortgesetzt.
- Die Betroffenen beschreiben einen intensiven Drang zu spielen, der nur schwer kontrolliert werden kann. Die Betroffenen schildern, dass sie nicht in der Lage sind, das Glücksspiel durch Willensanstrengung zu unterbrechen.
- Die Betroffenen sind ständig mit Gedanken und Vorstellung vom Glücksspiel oder mit dem Umfeld des Glücksspiels beschäftigt.

### ICD-11
Die 2022 in Kraft getretene ICD-11 definiert die Glücksspielstörung wie folgt:
„Die Glücksspielstörung ist durch ein anhaltendes oder wiederkehrendes Glücksspielverhalten gekennzeichnet, das online (d. h. über das Internet) oder offline auftreten kann und sich durch Folgendes äußert:
1. Beeinträchtigung der Kontrolle über das Glücksspiel (z. B. Beginn, Häufigkeit, Intensität, Dauer, Beendigung, Kontext);
2. Zunehmende Priorität des Glücksspiels in dem Maße, dass das Glücksspiel Vorrang vor anderen Lebensinteressen und täglichen Aktivitäten hat; und
3. Fortsetzung oder Eskalation des Glücksspiels trotz des Auftretens negativer Konsequenzen.

Das Glücksspielverhalten kann kontinuierlich oder episodisch und wiederkehrend sein. Das Spielverhalten führt zu erheblichem Leidensdruck oder zu erheblichen Beeinträchtigungen in persönlichen, familiären, sozialen, ausbildungsbezogenen, beruflichen oder anderen wichtigen Funktionsbereichen. Das Glücksspielverhalten und andere Merkmale sind in der Regel über einen Zeitraum von mindestens zwölf Monaten zu beobachten, damit eine Diagnose gestellt werden kann, obwohl die erforderliche Dauer verkürzt werden kann, wenn alle diagnostischen Anforderungen erfüllt sind und die Symptome schwerwiegend sind.“

## Krankheitsverlauf
Eine sogenannte Spielerkarriere gliedert sich idealtypisch in drei Abschnitte, die erste wird als Einstiegs- oder Gewinnphase bezeichnet, darauf folgt die Gewöhnungs- oder Verlustphase und den Abschluss bildet die Sucht- oder Abhängigkeitsphase, die mitunter auch als Verzweiflungsphase bezeichnet wird.

### Einstiegs- oder Gewinnphase
Die erste Phase beginnt in der Regel positiv, über 75 Prozent der Spielsüchtigen haben in dieser Anfangsphase noch oft gewonnen. Dies hat höhere Gewinnerwartungen sowie einen Anstieg der Risikobereitschaft zur Folge. Gegen Ende der Gewinnphase werden die gesetzten Beträge höher, bevor das Spielverhalten zur Gewohnheit wird.
- Gelegentliches Spielen
- Positive Empfindungen vor und während des Spiels
- Unrealistischer Optimismus
- Entwicklung von Wunschgedanken
- Setzen immer größerer Beträge
- Verlust der Realität

### Gewöhnungs- oder Verlustphase
In der Gewöhnungs- oder Verlustphase intensiviert sich nicht nur das Spielverhalten, es beginnt auch die Gedanken des Spielers zu beherrschen. Ähnlich wie bei substanzgebundenen Süchten wird Glücksspiel als Gegenmittel bei Unruhe, Angespanntheit oder Niedergeschlagenheit eingesetzt. Betroffene lügen immer häufiger, um zu kaschieren, wie viel Geld und Zeit sie verloren haben.
- Bagatellisierung der Verluste
- Prahlerei mit Gewinnen
- Entwicklung der Illusion, Verluste seien durch Gewinne abgedeckt
- Häufigeres Spiel alleine
- Häufigeres Denken an das Spiel
- Erste größere Verluste
- Verheimlichung von Verlusten und Lügen über Verluste
- Vernachlässigung von Familie und Freunden
- Beschäftigung mit dem Spiel während der Arbeitszeit
- Aufnahme von Schulden und Krediten
- Unfähigkeit, dem Spiel zu widerstehen
- Verlust von Familie und Freunden

### Sucht- oder Abhängigkeitsphase
In der Sucht- oder Abhängigkeitsphase hoffen Spieler verzweifelt, sie könnten ihre Verluste ausgleichen und ihre Schulden zurückzahlen, indem sie alles einsetzen, was ihnen materiell geblieben ist. Neben Familie und Freunden wird nun auch die Arbeit zunehmend vernachlässigt. Die Verluste lassen sich nicht länger verbergen. Das Spielen hat eine Eigendynamik entwickelt, über die Betroffene mittlerweile keine Kontrolle mehr haben. Spielsüchtige, die dieses Stadium erreicht haben, sind auf Hilfe und Unterstützung angewiesen. Die kostenlosen Angebote unterstützen Betroffene auf Wunsch auch anonym.
- Gesetzliche und ungesetzliche Geldbeschaffungsaktionen
- Unpünktlichkeit bei der Schuldenrückzahlung
- Veränderungen der Persönlichkeitsstruktur: Reizbarkeit, Irritationen, Ruhelosigkeit, Schlafstörungen
- Völliger gesellschaftlicher Rückzug
- Vollständige Entfremdung von Familie und Freunden
- Verlust der gesellschaftlichen Stellung und des Ansehens
- Ausschließliche Verwendung von Zeit und Geld für das Spiel
- Wiederholtes tagelanges Spielen
- Gewissensbisse und Panikreaktionen
- Hass gegenüber anderen (vor allem gewinnenden) Spielern
- Hoffnungslosigkeit, Selbstmordgedanken bzw. -versuch

Neuere Forschungsbefunde auf der Grundlage von Längsschnittdaten zeigen allerdings, dass es auch episodische, kurvenförmige und anfallsartige Entwicklungsverläufe von Spielerkarrieren gibt.

## Behandlung
Eine Therapie lässt sich in 3 Phasen gliedern. Phase 1 und 3 erfolgen in der Regel ambulant, Phase 2 ambulant oder stationär.

### 1. die Kontakt- und Motivationsphase
Maßnahmen wie auch Hilfestellungen zur Schuldenregulierung. Empfehlenswert ist die Teilnahme an einer Selbsthilfegruppe, z. B. an der der Anonymen Spieler.

### 2. die eigentliche Entwöhnungsphase
Ziel der sich anschließenden Entwöhnungsphase ist die Spielabstinenz. Ambulante oder stationäre Psychotherapie mit systemisch-strategischer Verhaltenstherapie oder einem multimodalen Behandlungskonzept werden eingesetzt. Die Wirksamkeit von Verhaltenstherapie ist gut belegt. Auch verhaltenstherapeutisch basierte Gruppen, wie das metakognitive Training bei problematischem Glücksspielverhalten haben sich als wirksam erwiesen.
Zur medikamentösen Behandlung liegen unzureichende Daten vor. Selektive Serotonin-Wiederaufnahmehemmer, Lithium, Clomipramin und Naltrexon werden eingesetzt. Keines der genannten Medikamente ist für diese Indikation zugelassen.

### 3. die Nachsorgephase
Die Anbindung des Entwöhnten an eine Beratungsstelle oder eine ambulante therapeutische Einrichtung dient der Vermeidung von, beziehungsweise der Unterstützung nach Rückfällen in das pathologische Verhaltensmuster.
Es existieren spezialisierte Ambulanzen und Anlaufstellen, die Betroffene an geeignete Therapiestellen verweisen. Darüber hinaus wurden in den letzten Jahren online Selbsthilfe-Programme entwickelt und evaluiert, um den Betroffenen niedrigschwellige und anonyme Behandlungsangebote anbieten zu können. Diese sollen die vielseitigen Behandlungshürden der Betroffenen adressieren (z. B. Angst vor Stigmatisierung, Problemleugnung) und können Wartezeiten auf einen Therapieplatz überbrücken.

## Verbreitung

### In Deutschland

Jeton der Spielbank in Bad Homburg vor der Höhe

Die Gesamtzahl der pathologischen Spieler in Deutschland wurde in insgesamt 14 Erhebungen ermittelt, von denen sieben durch die Bundeszentrale für gesundheitliche Aufklärung (BZgA) veranlasst wurden: 100.000 (BZgA 2007), 103.000, 242.000 (BZgA 2009), 290.000, 159.000 und 193.000, was Prävalenz-Raten von 0,19 % bis 0,56 % in den untersuchten Altersklassen (14, 16 bzw. 18 bis 64 bzw. 65 Jahre) entspricht. Ab 2011 wurden in vier Studien Prävalenz-Raten von 0,23 % (TNS-Emnid), 0,49 % (BZgA 2011), 0,82 % (BZgA 2013), 0,37 % (entsprechend 215.000 pathologischen Spielern), BZgA 2015), 0,31 % (entsprechend 180.000 pathologischen Spielern, BZgA 2017) bzw. 0,34 % (entsprechend 200.000 pathologischen Spielern, BZgA 2019) ermittelt. Eine 2021 erstellte Studie auf Basis neuer, DSM-5-basierter Kriterien und einem neuen Ansatz der Stichprobenauswahl kam zum Ergebnis, dass bei 0,5 % der Bevölkerung schwere, bei 0,7 % mittlere und weiteren 1,1 % nur leichte Störungen durch Glücksspiele vorliegen. Die 2023 erfolgte Fortschreibung ergab je 0,7 % Bevölkerungsanteil für eine schwere und mittlere Glücksspielstörung sowie 1,0 % für eine leichte Glücksspielstörung.
- Der 2013 von der BZgA ermittelte Prävalenz-Anstieg beruht auf einem gegenüber den vorangegangenen Studien veränderten Verfahren der Stichprobenauswahl, das nun auch Teilnehmer ohne Festnetzanschluss berücksichtigt. Für die vormals praktizierte Stichprobenauswahl hätte die Prävalenz 0,38 % betragen. 2015 ergab sich trotz Beibehaltung des 2013 angewandten Stichprobenverfahrens ein Wert auf dem Niveau der Vorjahre.[37][39]
- Eine Verteilung auf die verschiedenen Glücksspielformen wird in der Studie angegeben, die der zweitgenannten Zahl zugrunde liegt. Danach verteilen sich die 103.000 pathologischen Spieler „zu gleichen Teilen auf Sportwetten, Casinospiele und Geldspielgeräte in Spielhallen (je etwa 25-30.000) sowie mit weitem Abstand auf Lottospiele (etwa 12.000)“.[30] Damit sind im Vergleich zu ihren durch die Bruttoerträge gemessenen Marktanteilen pathologische Spieler bei Online-Spielen (Online-Sportwetten, Kartenspiele) 5,5-fach und bei Spielbanken-Angeboten 2,2-fach überrepräsentiert, während sie bei Lotto und Geldspielgeräten mit dem Faktor 0,3 beziehungsweise 0,8 unterrepräsentiert sind.[45] Gemäß der BZgA-Studie von 2015 spielten von den mindestens problematischen Spielern 43 % „6 aus 49“, 41 % sonstige Lotterien (insbes. Rubbellose), 38 % private Glücksspiele, 28 % Sportwetten, 24 % gewerbliche Spielautomaten und 18 % Spielbank-Angebote.[46] Gemäß den Ergebnissen der BZgA-Studie von 2017 spielten von den mindestens problematischen Spielern 45 % „6 aus 49“, 36 % sonstige Lotterien (insbes. Rubbellose), 33 % gewerbliche Spielautomaten, 31 % private Glücksspiele und 23 % Sportwetten.[47] Die BZgA-Studie von 2019 kam zum Ergebnis, dass von den mindestens problematischen Spielern am meisten Lotterien (69 %), Automaten- und Casino-Spiele (42 %) gefolgt von Sportwetten (24 %) genutzt wurden.[11]
- Eine Aufteilung der Aufwendungen pathologischer Spieler macht die TNS-Emnid-Studie: 20,7 % für Pokern (gespielt wird Poker laut Studie „überdurchschnittlich stark“ im Internet, das heißt auf Seiten von nichtdeutschen Online-Casinos), 16,2 % für Spielbank-Angebote (ohne Pokern), 15,4 % für Geldspielgeräte in Spielhallen und Gaststätten, 13,5 % für Lotto und Lotterien. Dabei nimmt ein pathologischer Spieler an durchschnittlich fünf verschiedenen Spielformen teil, ein durchschnittlicher Glücksspieler jedoch nur an zwei.[35]
- Angaben über die Höhe der Spieleinsätze pathologischer Glücksspieler machte 2008 eine Studie von Buth und Stöver. Demnach setzte ein pathologischer Spieler 2006 monatlich durchschnittlich insgesamt 121,40 € für Glücksspiele ein, während es bei einem Spieler ohne oder mit geringen Spielproblemen nur 31,40 € waren.[48] Gemäß der 2023 erstellten Studie betragen die monatlichen Spieleinsätze durchschnittlich 178 €, 392 € und 394 € und median 85 €, 165 € und 200 € bei Personen mit einer leichten, mittleren bzw. schweren Glücksspielstörung, während der Vergleichswert für Spielende ohne jegliche Symptome bei durchschnittlich 58 € und median 30 € liegt.[49]
- Laut BZgA Studie 2019 beträgt der Bevölkerungsanteil der 16–65-Jährigen mit mehr als 100 € Monatsausgaben für Glücksspiele 4,1 %. Unter allen Glücksspielern liegt dieser Anteil bei 10,9 %.[11]

In Deutschland steht pathologisches Spielen seit Beginn der 1980er-Jahre im Fokus wissenschaftlicher Untersuchungen und des öffentlichen Interesses. Mit Inkrafttreten des Glücksspielstaatsvertrages sind seit 2008 die Bedingungen für die Erforschung und Therapie des pathologischen Spielens deutlich verbessert worden.

### In Österreich
Zwei Studien, die 2009 bis 2011 in Österreich durchgeführt wurden, ergaben für pathologische Spieler Prävalenz-Raten von 0,66 % beziehungsweise 0,71 %.

### In der Schweiz
Laut einer im April 2009 durchgeführten Studie der Eidgenössischen Spielbankenkommission beträgt der Anteil der pathologischen Glücksspieler in der Schweiz 0,5 %. Erläuternd wird im Bericht angemerkt, dass „trotz Veränderung der Angebote (Eröffnung von 19 Casinos, Entwicklung im Internetbereich, Verschwinden der Geldspielautomaten in Bars und Restaurants etc.)“ im Zeitraum von 2002 bis 2007 die regelmäßige Nutzung von Glücksspielen sich nur unwesentlich verändert habe.

### In Finnland
In Finnland, wo das staatliche Glücksspielmonopol sämtliche, auch z. B. in Gaststätten aufgestellte Spielautomaten umfasst, betrug 2015 der Anteil pathologischer Spieler in den Altersklassen von 15 bis 74 Jahren 1,3 %.

### Historisch
Genaue Zahlen über pathologisches Spielen in vergangenen Jahrhunderten sind nicht vorhanden, doch lassen sich ab ungefähr 1700 Versuche der Obrigkeiten feststellen, dem Problem durch Verordnungen Herr werden zu wollen.

## Gesetze zum Schutz der Spieler in Deutschland

### Für Glücksspiele im rechtlichen Sinne
Der Schutz der Spieler wird durch einen Staatsvertrag zum Glücksspielwesen in Deutschland (Glücksspielstaatsvertrag – GlüStV) geregelt, den die Bundesländer geschlossen haben und der am 1. Januar 2008 in Kraft getreten ist. Der Staatsvertrag folgt den Vorgaben des Bundesverfassungsgerichtes. Demnach ist das staatliche Glücksspielmonopol nur durch eine konsequente und glaubhafte Erfüllung der staatlichen Suchtprävention zu rechtfertigen.

### Für den Bereich des gewerblichen Spiels
Für den Bereich der gewerblich aufgestellten Spielautomaten wird der Spielerschutz durch die Bestimmungen der Gewerbeordnung, der Spielverordnung und der unterschiedlichen Spielhallen- und Ausführungsgesetze zum Glücksspieländerungsstaatsvertrag (GlüÄndStV) reglementiert.

## Folgen und Komplikationen
Der Spielsüchtige beschäftigt sich oft mit Glücksspiel und mit „verbesserten“ Spieltechniken. Es wird versucht, Geld für das Spielen zu beschaffen, wobei es zu Diebstählen, Überschuldung und Betrug kommen kann. In extremen Fällen werden Beruf und Familie vernachlässigt, weil das Glücksspiel den Alltag bestimmt.

### Rechtliche Folgen

#### Deutschland
Im Strafverfahren kann das Vorliegen einer solchen Verhaltenssucht – im Hinblick auf die Schuldfähigkeit – dann beachtlich sein, wenn die begangenen Straftaten der Fortsetzung des Spielens dienen.
In jüngster Zeit hat der Bundesgerichtshof die Voraussetzungen restriktiv formuliert, gleichzeitig aber auch die Möglichkeiten der Eingliederung der Erkrankung in die Systematik des § 20 des deutschen StGB (Schuldunfähigkeit) klargestellt:
„Eine erhebliche Verminderung der Steuerungsfähigkeit ist beim pathologischen Spielen nur ausnahmsweise dann gegeben, wenn die Sucht zu schwersten Persönlichkeitsveränderungen geführt oder der Täter bei Beschaffungstaten unter Entzugserscheinungen gelitten hat“. Bei der Beurteilung dieser Frage komme es darauf an, „inwieweit das gesamte Erscheinungsbild des Täters psychische Veränderungen der Persönlichkeit aufweist, die pathologisch bedingt oder – als andere seelische Abartigkeit – in ihrem Schweregrad den krankhaften seelischen Störungen gleichwertig sind.“
Zur Klärung dieser Frage muss das erkennende Gericht in diesen Fällen einen Sachverständigen hinzuziehen.
Im Zivilrecht kommt zwischen Spieler und Spielanbieter ein sogenannter Spielvertrag zustande. Wenn aber eine Spielsperre angeordnet oder vereinbart wurde (letzteres z. B. auf Antrag des Spielers selbst (auch als Selbstsperre bezeichnet), ihn wegen Suchtgefährdung nicht zum Spiel zuzulassen), hat der Spielanbieter (z. B. die Spielbank) vor Aufhebung dieser Sperre hinreichend sicher zu prüfen und den Nachweis zu erbringen, dass der Aufhebung der Sperre der Schutz des Spielers vor sich selbst nicht entgegensteht, mithin keine Spielsuchtgefährdung mehr vorliegt, und der Spieler zu einem kontrollierten Spiel in der Lage ist.

#### USA
Für die USA zeigte eine Literaturübersicht von Williams aus dem Jahr 2005, dass ein Drittel aller Straftäter die Kriterien für pathologisches Spielen erfüllt und jedes zweite Vergehen Inhaftierter mit einem Hintergrund pathologischen Spielens darauf zurückgeführt werden kann, dieses aufrechtzuerhalten.

## Pathologisches Spielen in Literatur und Film
Pathologisches Spielen ist ein verbreitetes Motiv in Literatur und Film. Eine literarische Verarbeitung findet sich z. B. in Dostojewskis Roman Der Spieler (1866) und in Peter Careys Roman Oscar und Lucinda (1988; verfilmt als Oscar und Lucinda). Leonid Zypkin schildert in seinem 1982 veröffentlichten Roman Ein Sommer in Baden-Baden Dostojewskis Spielsucht am Roulette-Tisch in Baden-Baden während der Deutschlandreise mit seiner zweiten Frau Anna 1867. Der Schriftsteller Heinz Strunk schildert sein Suchtverhalten an Spielautomaten in verschiedenen Romanen, darunter Fleisch ist mein Gemüse (2004) und Heinz Strunk in Afrika (2011).
Zu den Filmbeispielen zählen Schicksalswürfel (1929), Die blonde Sünderin (1962) und Das einzige Spiel in der Stadt (1970), Die Spielerin (2005),  „Der Spieler“ (2009) mit Gerard Butler.